# Cissé (Vienne)
Pour les articles homonymes, voir Cissé.
Cissé est une commune du centre-ouest de la France, située dans le département de la Vienne en région Nouvelle-Aquitaine.
Ses habitants sont appelés les Cisséens.

## Géographie

### Communes limitrophes
| Yversay | Neuville-de-Poitou | Avanton        |
|         | Cissé              |                |
| Vouillé | Quinçay            | Migné-Auxances |

### Climat
Pour des articles plus généraux, voir Climat de la Nouvelle-Aquitaine et Climat de la Vienne.
Historiquement, la commune est exposée à un climat océanique du nord-ouest.  
En 2020, Météo-France publie une typologie des climats de la France métropolitaine dans laquelle la commune est exposée à un climat océanique altéré et est dans la région climatique  Poitou-Charentes, caractérisée par un bon ensoleillement, particulièrement en été et des vents modérés.
Pour la période 1971-2000, la température annuelle moyenne est de 11,6 °C, avec une amplitude thermique annuelle de 14,9 °C. Le cumul annuel moyen de précipitations est de 718 mm, avec 11 jours de précipitations en janvier et 6,9 jours en juillet. Pour la période 1991-2020, la température moyenne annuelle observée sur la station météorologique la plus proche, située sur la commune de Vouillé à 4,52 km à vol d'oiseau, est de 12,3 °C et le cumul annuel moyen de précipitations est de 656,6 mm,. Pour l'avenir, les paramètres climatiques de la commune estimés pour 2050 selon différents scénarios d'émission de gaz à effet de serre sont consultables sur un site dédié publié par Météo-France en novembre 2022.

## Urbanisme

### Typologie
Au 1er janvier 2024, Cissé est catégorisée bourg rural, selon la nouvelle grille communale de densité à sept niveaux définie par l'Insee en 2022.
Elle est située hors unité urbaine. Par ailleurs la commune fait partie de l'aire d'attraction de Poitiers, dont elle est une commune de la couronne,. Cette aire, qui regroupe 97 communes, est catégorisée dans les aires de 200 000 à moins de 700 000 habitants,.

### Occupation des sols
L'occupation des sols de la commune, telle qu'elle ressort de la base de données européenne d’occupation biophysique des sols Corine Land Cover (CLC), est marquée par l'importance des territoires agricoles (83,4 % en 2018), en diminution par rapport à 1990 (87,9 %). La répartition détaillée en 2018 est la suivante : 
terres arables (78,4 %), zones urbanisées (14,6 %), zones agricoles hétérogènes (3,7 %), zones industrielles ou commerciales et réseaux de communication (2 %), cultures permanentes (1,2 %). L'évolution de l’occupation des sols de la commune et de ses infrastructures peut être observée sur les différentes représentations cartographiques du territoire : la carte de Cassini (XVIIIe siècle), la carte d'état-major (1820-1866) et les cartes ou photos aériennes de l'IGN pour la période actuelle (1950 à aujourd'hui).

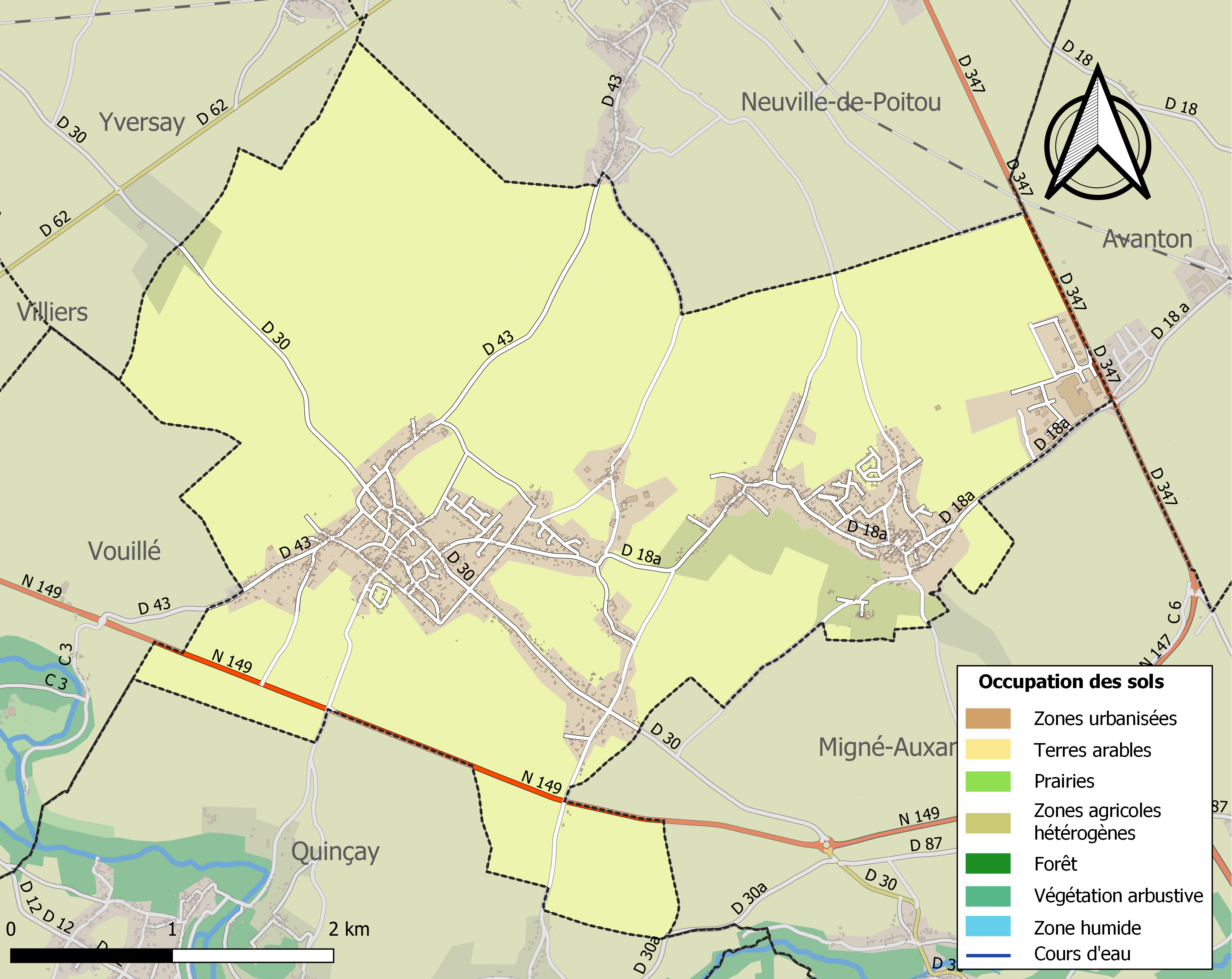
Carte des infrastructures et de l'occupation des sols de la commune en 2018 (CLC).

### Risques majeurs
Le territoire de la commune de Cissé est vulnérable à différents aléas naturels : météorologiques (tempête, orage, neige, grand froid, canicule ou sécheresse), mouvements de terrains et séisme (sismicité modérée). Il est également exposé à deux risques technologiques,  le transport de matières dangereuses et  le risque industriel. Un site publié par le BRGM permet d'évaluer simplement et rapidement les risques d'un bien localisé soit par son adresse soit par le numéro de sa parcelle.

#### Risques naturels

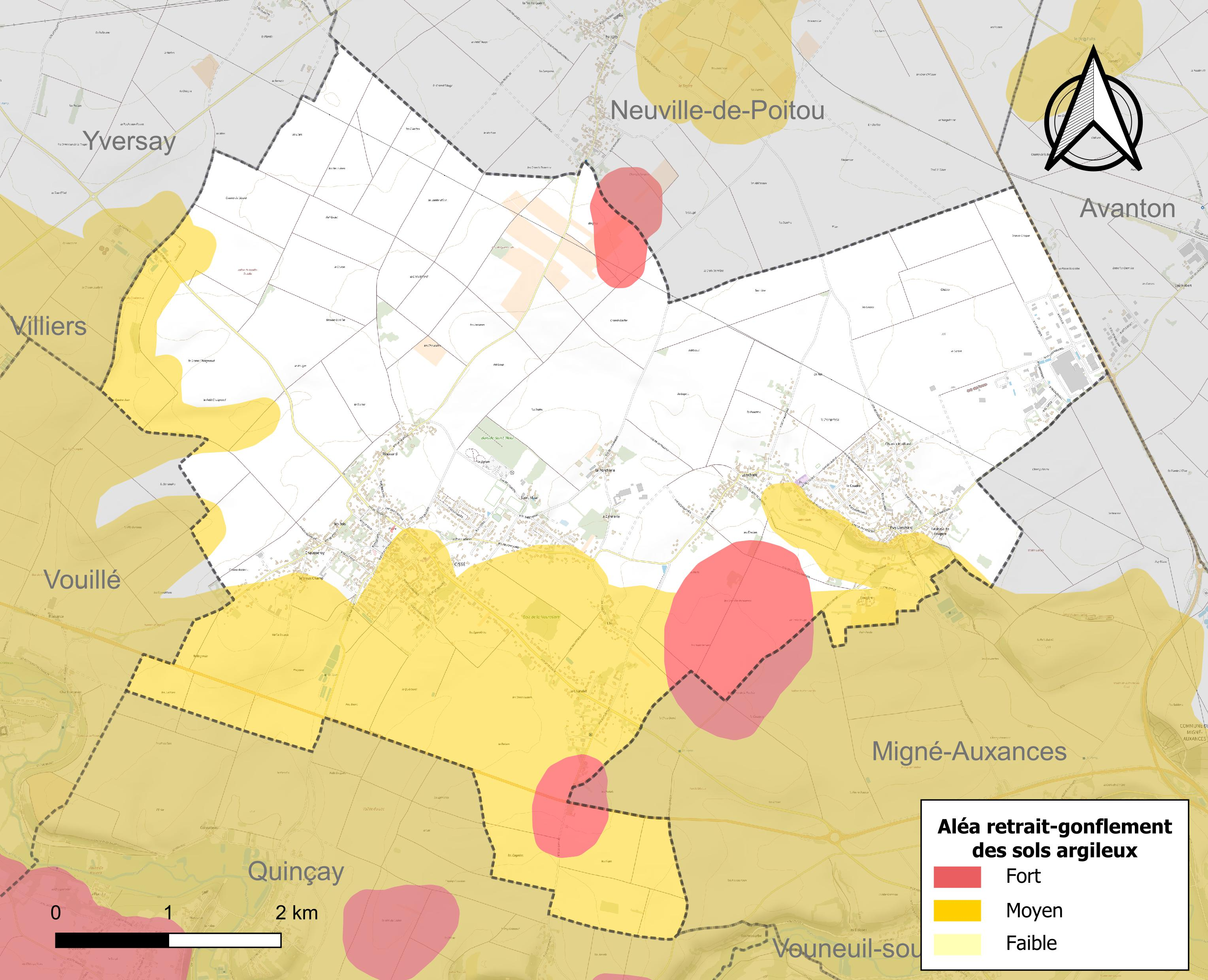
Carte des zones d'aléa retrait-gonflement des sols argileux de Cissé.

Les mouvements de terrains susceptibles de se produire sur la commune sont des tassements différentiels. Le retrait-gonflement des sols argileux est susceptible d'engendrer des dommages importants aux bâtiments en cas d’alternance de périodes de sécheresse et de pluie. 34,6 % de la superficie communale est en aléa moyen ou fort (79,5 % au niveau départemental et 48,5 % au niveau national). Depuis le 1er octobre 2020, en application de la loi ÉLAN, différentes contraintes s'imposent aux vendeurs, maîtres d'ouvrages ou constructeurs de biens situés dans une zone classée en aléa moyen ou fort,.
La commune a été reconnue en état de catastrophe naturelle au titre des dommages causés par les inondations et coulées de boue survenues en 1982, 1999, 2010, 2013 et 2015, par la sécheresse en 1989, 2002, 2003, 2005, 2011 et 2017 et par des mouvements de terrain en 1999 et 2010.

#### Risque technologique
La commune est exposée au risque industriel du fait de la présence sur son territoire d'une entreprise soumise à la directive européenne SEVESO, classée seuil haut : Cérience (Jouffray-Drillaud) (activités soumises à autorisation pour le stockage et le conditionnement de semences et de produits agro-pharmaceutiques ),.

## Toponymie
Déjà cité en 989 sous le nom de Cisiacos, le nom du village découle du nom d'un propriétaire gallo-romain : Cicius ou Cissus avec le suffixe latin de propriété -acum  devenu  -ec  puis  -é  et signifiant  domaine de. 

## Politique et administration
Cissé fait partie du Charter of European Rural Communities qui comprend une entité par État membre de l’Union européenne.

### Liste des maires
| Période                                  | Période                   | Identité                    | Étiquette | Qualité |
| ---------------------------------------- | ------------------------- | --------------------------- | --------- | --- |
| mars 1971                                | mars 1977                 | Louis Daudin (1924-2013)    |           | |
| mars 1977                                | juin 1995                 | Michel Bouchet, (1938-2018) |           | Directeur de la Maison de la formation Réélu en 1983 et 1989                                                                                          |
| juin 1995                                | En cours (au 28 mai 2020) | Annette Savin (1946- )      | UMP-LR    | Retraitée de l'éducation 7e vice-présidente de la CC du Haut-Poitou (2017 → 2020) Chevalier de la Légion d'honneur Réélue en 2001, 2008, 2014 et 2020 |
| Les données manquantes sont à compléter. |                           |                             |           | |

### Instances judiciaires et administratives
La commune relève du Tribunal d'instance de Poitiers, du Tribunal de grande instance de Poitiers, de la Cour d'appel  Poitiers, du Tribunal pour enfants de Poitiers, du Conseil des prud'hommes de Poitiers, du Tribunal de commerce de Poitiers, du Tribunal administratif de Poitiers et de la Cour administrative d'appel  de  Bordeaux, du Tribunal des pensions de Poitiers, du Tribunal des affaires de la Sécurité sociale de la Vienne, de la Cour d’assises de la Vienne.

### Services publics
Les réformes successives de la Poste ont conduit à la fermeture de nombreux bureaux de poste ou à leur transformation en simple relais. Toutefois, la commune a pu maintenir le sien.
Les habitants de la commune disposent désormais d'une crèche, d'une halte garderie et d'une école maternelle situées à Cissé et d'une école primaire située à Puy-Lonchard.

### Jumelages
Cissé est à l'origine d'un jumelage avec 27 autres communes d'Europe, ce qui en fait la commune française avec le plus jumelage, une par pays de l'Union européenne, :
- Hepstedt (Allemagne)
- Lassee (Autriche)
- Bièvre (Belgique)
- Slivo pole (Bulgarie)
- Léfkara (Chypre)
- Tisno (Croatie)
- Næstved (Danemark)
- Bienvenida (Espagne)
- Põlva (Estonie)
- Kannus (Finlande)
- Kolindros (Grèce)
- Nagycenk (Hongrie)
- Cashel (Irlande)
- Bucine (Italie)
- Kandava (Lettonie)
- Žagarė (Lituanie)
- Troisvierges (Luxembourg)
- Nadur (Malte)
- Esch (Pays-Bas)
- Strzyżów (Pologne)
- Samuel (Portugal)
- Starý Poddvorov (Tchéquie)
- Ibănești (Roumanie)
- Desborough (Royaume-Uni)
- Medzev (Slovaquie)
- Moravče (Slovénie)
- Ockelbo (Suède)

## Démographie
L'évolution du nombre d'habitants est connue à travers les recensements de la population effectués dans la commune depuis 1793. Pour les communes de moins de 10 000 habitants, une enquête de recensement portant sur toute la population est réalisée tous les cinq ans, les populations de référence des années intermédiaires étant quant à elles estimées par interpolation ou extrapolation. Pour la commune, le premier recensement exhaustif entrant dans le cadre du nouveau dispositif a été réalisé en 2008.

En 2022, la commune comptait 2 875 habitants, en évolution de +4,05 % par rapport à 2016 (Vienne : +0,6 %, France hors Mayotte : +2,11 %).
| 1793  | 1800 | 1806 | 1821 | 1831 | 1836 | 1841 | 1846 | 1851 |
| ----- | ---- | ---- | ---- | ---- | ---- | ---- | ---- | ---- |
| 1 012 | 866  | 875  | 871  | 887  | 890  | 945  | 937  | 957  |

| 1856 | 1861 | 1866  | 1872  | 1876  | 1881  | 1886  | 1891 | 1896 |
| ---- | ---- | ----- | ----- | ----- | ----- | ----- | ---- | ---- |
| 981  | 992  | 1 008 | 1 020 | 1 097 | 1 093 | 1 081 | 990  | 927  |

| 1901 | 1906 | 1911 | 1921 | 1926 | 1931 | 1936 | 1946 | 1954 |
| ---- | ---- | ---- | ---- | ---- | ---- | ---- | ---- | ---- |
| 876  | 883  | 876  | 818  | 820  | 774  | 722  | 746  | 752  |

| 1962 | 1968 | 1975  | 1982  | 1990  | 1999  | 2006  | 2008  | 2013  |
| ---- | ---- | ----- | ----- | ----- | ----- | ----- | ----- | ----- |
| 830  | 823  | 1 080 | 1 716 | 1 858 | 1 977 | 2 372 | 2 485 | 2 651 |

| 2018  | 2022  | - | - | - | - | - | - | - |
| ----- | ----- | - | - | - | - | - | - | - |
| 2 807 | 2 875 | - | - | - | - | - | - | - |

En 2008, la densité de population de la commune était de 147 hab./km2, 61 hab./km2 pour le département, 68 hab./km2 pour la région Poitou-Charentes et 115 hab./km2.

## Économie

### Agriculture
Selon la Direction régionale de l'Alimentation, de l'Agriculture et de la Forêt de Poitou-Charentes, il n'y a plus que 19 exploitations agricoles en 2010 contre 25 en 2000.
Les surfaces agricoles utilisées ont augmenté de 19 % et sont passées de 1 761 hectares en 2000 à 2 104 hectares en 2010.Ces chiffres indiquent une concentration des terres sur un nombre plus faible d’exploitations. Cette tendance est conforme à l’évolution constatée sur tout le département de la Vienne puisque de 2000 à 2007, chaque exploitation a gagné en moyenne 20 hectares.
71 % des surfaces agricoles sont destinées à la culture des céréales (blé tendre essentiellement mais aussi orges et maïs), 17 % pour les oléagineux (colza et tournesol) et 3 % pour les protéagineux (pois).
L'élevage de volailles a disparu en 2010 (129 têtes sur 10 fermes en 2000).
Dans la commune se trouve le siège du semencier Jouffray-Drillaud maintenant devenu Cérience.

### Développement durable
La commune accueille l'un des 11 centres de compostage des déchets organiques du département. Le tonnage annuel est de 12 000 tonnes alors que pour l'ensemble des équipements du département, il est de 175 050 tonnes.

## Culture locale et patrimoine

### Lieux et monuments
- Le logis de la Gannerie est inscrit comme Monument Historique depuis 1984 pour son logis, son escalier, sa cheminée et son décor intérieur.
- Église Saint-Pierre-ès-Liens de Cissé.

### Personnalités liées à la commune
- Gérard Cornu, juriste et professeur de droit français, a résidé de nombreuses années dans la commune, une rue y porte son nom[38].